# Египетски козодой
Египетски козодой (Caprimulgus aegyptius) е вид птица от семейство Caprimulgidae.

## Разпространение и местообитание
Разпространен е в Алжир, Афганистан, Бахрейн, Египет, Йемен, Израел, Йордания, Ирак, Иран, Казахстан, Кувейт, Либия, Мавритания, Мали, Мароко, Нигерия, Обединените арабски емирства, Оман, Пакистан, Саудитска Арабия, Сенегал, Судан, Таджикистан, Тунис, Туркменистан, Узбекистан, Чад и Южен Судан.